# إيدلر
إيدلر (بالألمانية: Christian Ludwig Ideler) (1766 - 1846 م) هو عالم فلك و مستشرق و عالم باليونانيات، ألماني.
أصدر في 1810 م «مباحث في أصل ومعنى أسماء النجوم»، وفيها نشر قسماً من كتاب «عجائب المخلوقات» للقزويني، النص العربي مع ترجمة إلى الألمانية وشروح. وفي مقال نشر بمجلة «كنوز الشرق» (جـ 4 ص 299 - 308) عرض التقويم الهجري عرضاً واضحاً دقيقاً وجداول لتحويل سني الهجرة إلى سني الميلاد وبالعكس.